# Тонга на Светском првенству у атлетици у дворани 2016.
Тонга је учествовала на 16. Светском првенству у атлетици у дворани 2016. одржаном у Портланду од 17. до 20. марта четврти пут. Репрезентацију Тонге представљао је 1 такмичар који се такмичио у трци на 60 метара.,
На овом првенству такмичар Тонге није освојио ниједну медаљу али је оборио национални и лични рекорд.

## Учесници
Мушкарци:
- Siueni Filimone — 60 м

## Резултати

### Мушкарци
| Атлетичар       | Дисциплина | Лични рекорд | Квалификације | Квалификације | Полуфинале           | Полуфинале           | Финале               | Финале       | Детаљи |
| Атлетичар       | Дисциплина | Лични рекорд | Резултат      | Место         | Резултат             | Место                | Резултат             | Место        | Детаљи |
| --------------- | ---------- | ------------ | ------------- | ------------- | -------------------- | -------------------- | -------------------- | ------------ | ------ |
| Siueni Filimone | 60 м       |              | 7,08 НР       | 8. у гр. 1    | Није се квалификовао | Није се квалификовао | Није се квалификовао | 49 / 53 (56) |        |